# 冼家強
冼家強，MBG（1977年4月18日—），外號「家菲」，香港警長，編號33137，小學畢業於迦密愛禮信小學，分別先就讀於梁文燕紀念中學（沙田），再在馬鞍山崇真中學畢業。1994年12月加入警隊。2006年3月17日，冼家強與同袍曾國恆在尖沙咀行人隧道與休班警員徐步高槍戰，冼家強右邊面部鼻翼旁及左邊小腿中彈，為槍戰中的唯一生還者。事件引起香港社會廣泛關注。於2007年4月25日的徐步高槍擊案死因研訊中，陪審團一致裁定徐步高非法殺死3人警員梁成恩、巴基斯坦護衛Zafar Iqbal KHAN及警員曾國恒，以及致使冼家強受傷。

## 槍戰發生經過
2006年3月17日，大約凌晨1時16分，冼家強與警員曾國恒巡邏經過九龍尖沙咀柯士甸道與廣東道交界、港景峰對開行人隧道時，兩人行至隧道麗澤中學出口，往柯士甸道方向，見到一名神情非常可疑及古怪的男子（休班警員徐步高）站高一級樓梯，該名男子戴著款式古舊的啡色膠框眼鏡，黑色假髮，雙手放在腰間，當冼家強想截停其盤問之際，該男子突然從腰間拔槍射擊兩人，兩人面部各中一槍。中槍的冼家強欲拔槍還擊，惟遭到徐步高以雙手緊捉，混亂中冼家強腳部再中一槍。冼和徐正在生死角力之際，負傷的曾國恆連開5槍，最後將徐步高擊斃。
槍戰中徐步高發射3槍，曾國恒臉部中一彈，冼家強臉部及腿部中彈；同時徐步高被曾國恒發射5槍擊斃，3人共開10槍。
徐步高倒地後，奄奄一息的曾國恒本能地將槍枝放回槍袋內。冼家強其後按動通訊器的緊急掣，向指揮及控制中心報告，大批警務人員員及救護人員趕到罪案現場，將三人送往伊利沙伯醫院。惟曾國恒和徐步高於途中被證實不治。
警務處其後證實，案中的可疑人士為徐步高，是名休班警員，所持手槍為梁成恩被搶去的警槍。徐以該槍於2001年12月槍殺荃灣麗城花園恒生銀行巴基斯坦籍護衛員Zafar Iqbal KHAN。
事件震驚香港社會，同日凌晨3時許，警務處處長李明逵夤夜趕至罪案現場了解情況。有組織罪案及三合會調查科追查徐步高遝殺警員奪槍的動機。警務處其後召開記者會表示，疑人徐步高策劃事件，目的可能是搶奪兩人之佩槍，又指明罪案現場並無「第四者」存在。

## 後遺症
事後，冼家強雖然逐漸康復，惟多處機能受到永久性的損害。位於左小腿的中彈，造成其左小腿以下的所有位置無任何知覺；面部中彈則造成三叉神經受損、牙齒鬆脫，亦令到其聽覺及視覺模糊。此外，其身體多處存有痛楚，需要定期覆診接受藥物及物理治療，其後被證實患上創傷後壓力症候群。
然而，根據《星島日報》於2010年3月10日報道，冼家強已經康復，並且健步如飛。

## 事後生活
冼家強升任警長，改為擔任內勤事務。
2014年2月27日，冼家強出席其《死裏逃生》一書的發佈會，內容關於其離開醫院後兩個月的康復以及心路歷程，期盼能夠鼓勵康復人士及年青人珍惜生命。在會場上，其父母、胞姊、於尖沙咀警員槍擊案發生時擔任警務處處長的李明逵和監管處處長鄧厚江均列席。冼家強表示，於尖沙咀警員槍擊案發生前，自己是位「樂天知命的小巡警」，經歷過此次大變後，徹底地改變了他往後的警察生涯以及使命。他剖白至今仍然未能夠接受事件，亦未有仔細翻讀當年的報道。

## 獲頒獎章
- 2006年 金英勇勳章

## 參看
- 徐步高槍擊案
- 曾國恆
- 梁成恩
- 徐步高